# Sovtek
 (mars 2012).
Si vous disposez d'ouvrages ou d'articles de référence ou si vous connaissez des sites web de qualité traitant du thème abordé ici, merci de compléter l'article en donnant les références utiles à sa vérifiabilité et en les liant à la section « Notes et références ».

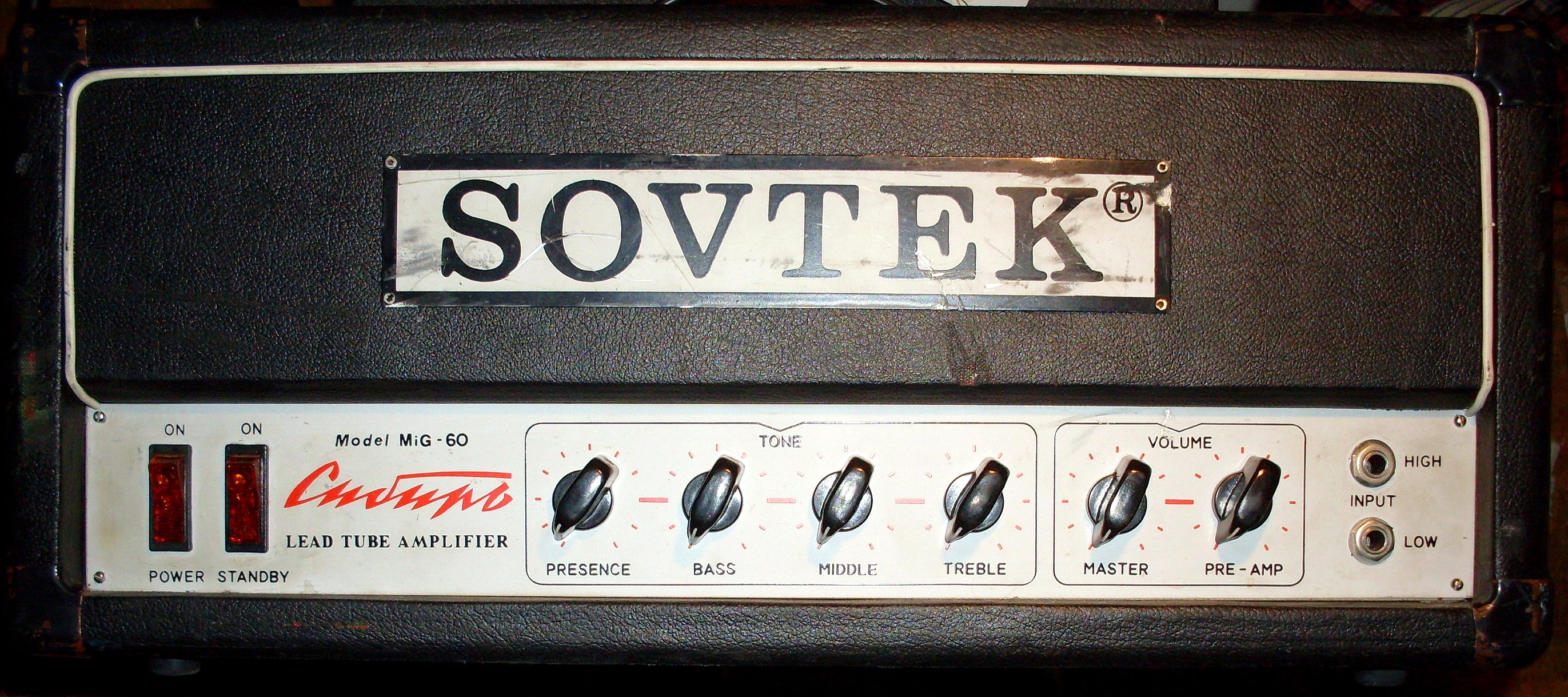
Amplificateur pour guitare MiG-60 Lead Tube Amplifier.

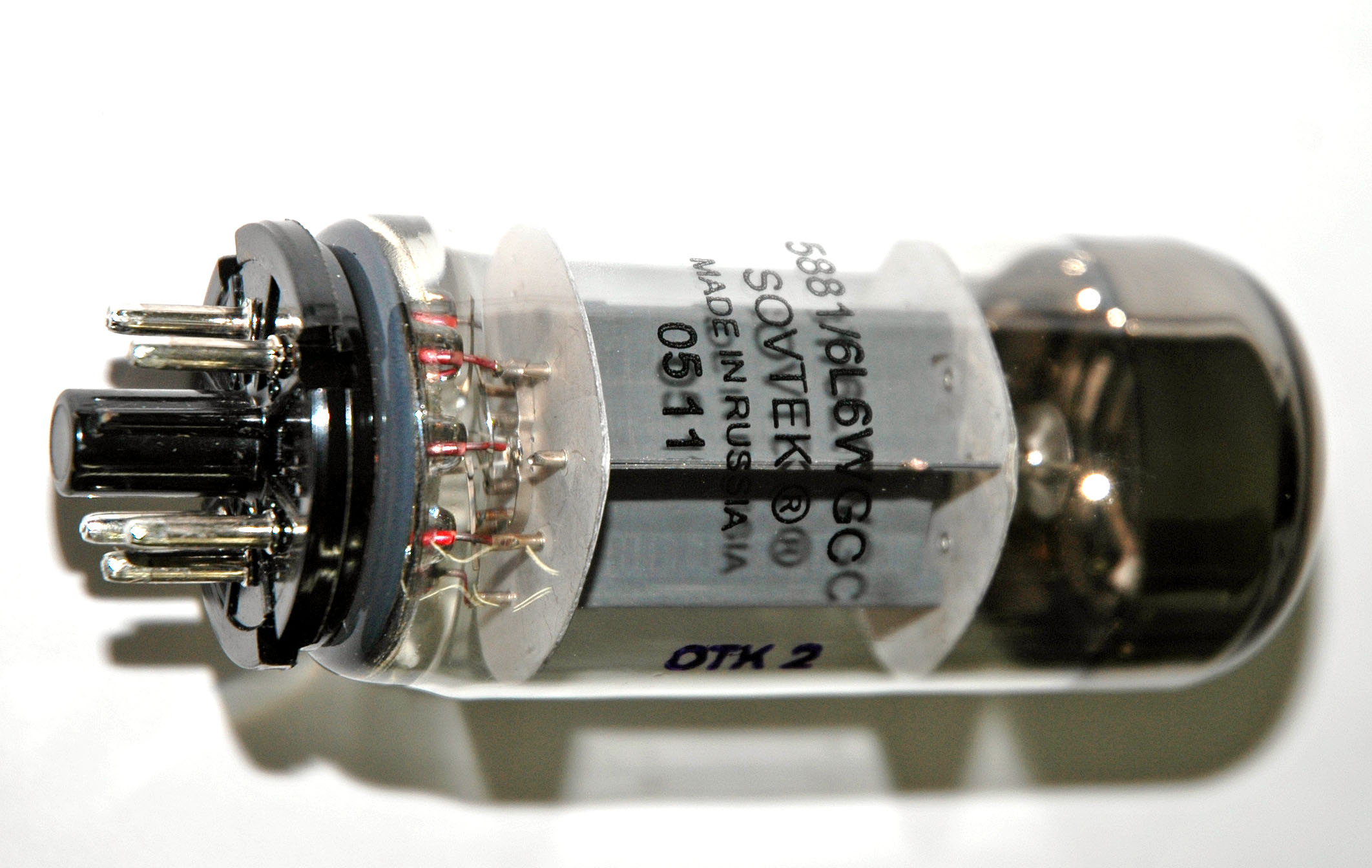
Tube 5881 Sovtek.

Sovtek est un fabricant russe de tube électronique et d'amplificateur pour instruments de musique,. Depuis les années 1990, Sovtek appartient à l'entreprise américaine New Sensor Corporation. Le site de production de Sovtek à Saratov est également utilisé pour la production de tubes de la marque Electro-Harmonix, autre entité du groupe New Sensor Corporation. Le fabricant produit également des pédales comme la Big Muff. 

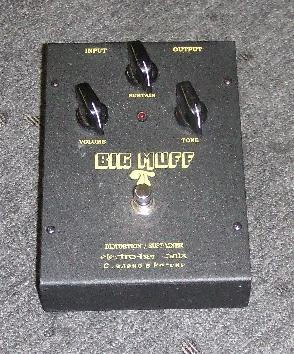
Une Big Muff Sovtek.